# Inga Brink
Inga Maria Brink-Semitjow, född 4 februari 1913 i Annedal, Göteborg, död 30 november 2010 i Stockholm, var en svensk skådespelerska och sångerska.

## Biografi
Brink var dotter till tulltjänstemannen Gottfrid Brink (1876–1952) och Ellen Maria Ottilia, ogift Karlsson (1885–1975). 
Hon studerade för Ebba Blickingberg och Maria Schildknecht och scendebuterade 1937 i rollen som Mabel Gibson i Cirkusprinsessan vid Sigrid Trobäcks opera- och operettsällskap. Därefter fick hon först engagenmang vid Göteborgs Stadsteater 1936 och därefter blev Stora Teatern, Göteborg hennes främsta arena under åren 1937 till 1959.
Bland hennes engagemang kan nämnas komedier på Vasan i Stockholm, operetten Zorina på Kungliga Operan och som motspelare till Nils Poppe i Mr Cinders och Lorden från gränden. På Malmö stadsteater spelade hon Bianca i Kiss Me, Kate och titelrollen som Annie Oakley i Annie Get Your Gun.
Hon spelade revy med Karl Gerhard 1951, gästspelade i Oslo som gangsterbrud i Pal Joey och fortsatte sitt samarbete med Nils Poppe i Pengar (musikal) på Fredriksdalsteatern 1972. 
Inga Brink spelade mot de flesta namnkunniga artister inom operett-, revy- och musikalvärlden, bland andra Max Hansen, Egon Larsson, Thor Modéen, Jules Sylvain och Per Grundén.[källa behövs]
Inga Brink var 1942–1948 gift med skådespelaren Edvin Granell (1920–1959) och 1952–1961 med rymdexperten Eugen Semitjov (1923–1987) som då var folkbokförd Semitjow. Brink avled 2010, 97 år gammal.

## Filmografi
- 1943 – Hans Majestäts rival
- 1947 – Två kvinnor
- 1947 – Här kommer vi
- 1949 – Boman får snurren
- 1955 – Ung man söker sällskap
- 1955 – Kärlek på turné
- 1963 – Åsa-Nisse och tjocka släkten
- 1964 – Åsa-Nisse i popform

## Teater

### Roller (urval)
| År   | Roll                   | Produktion                                                                       | Regi              | Teater                           |
| ---- | ---------------------- | -------------------------------------------------------------------------------- | ----------------- | -------------------------------- |
| 1944 | Mabel Crum             | Solsken då och då (While The Sun Shines)) Terence Rattigan                       | Martha Lundholm   | Vasateatern                      |
| 1946 |                        | Kleptomani och gröna skogar Sune Bergström och Einar Molin                       | Bengt Ekerot      | Vasateatern                      |
| 1946 | Rosie                  | Eskapad Lajos Lajtai och Staffan Tjerneld                                        | William Mollison  | Oscarsteatern                    |
| 1948 | Medverkande            | Stockholm hela dan, revy Kar de Mumma                                            | Douglas Håge      | Södra Teatern                    |
| 1948 | Britta                 | Vita hästen (Im weißen Rößl)) Hans Müller och Ralph Benatzky                     | Max Hansen        | Oscarsteatern                    |
| 1949 | Winnie Tate            | Annie get your gun Irving Berlin, Dorothy Fields och Herbert Fields              | Sven Aage Larsen  | Oscarsteatern                    |
| 1953 | Adelaide               | Änglar på Broadway (Guys and Dolls)) Frank Loesser, Joe Swerling och Abe Burrows | Sven Aage Larsen  | Oscarsteatern                    |
| 1956 | Annie Oakley           | Annie Get Your Gun Irving Berlin, Dorothy Fields och Herbert Fields              | Ivo Cramér        | Malmö Stadsteater                |
| 1956 | Josepha                | Vita hästen (Im weißen Rößl)) Hans Müller och Ralph Benatzky                     | John Zacharias    | Norrköping-Linköping stadsteater |
| 1961 | Lampito, spartansk dam | Lysistrate (Λυσιστράτη, Lysistrátē)) Aristofanes                                 | Hans Dahlin       | Stockholms stadsteater           |
| 1964 | Amanda, postmästarinna | Karusellen (The Apple Cart) George Bernard Shaw                                  | Georg Funkquist   | Stockholms stadsteater           |
| 1970 | Marion                 | 40 karat (Quarante carats)) Pierre Barillet och Jean-Pierre Grédy                | Per Gerhard       | Vasateatern                      |
| 1972 |                        | Pengar Nils Poppe, Arne Wahlberg och Nils Hansén                                 | Martin Söderhjelm | Fredriksdalsteatern              |